# Карроллвуд (Флорида)
Карроллвуд (англ. Carrollwood) — переписна місцевість (CDP) в США, в окрузі Гіллсборо штату Флорида. Населення — 34 352 особи (2020).

## Географія
Карроллвуд розташований за координатами 28°3′30″ пн. ш. 82°30′57″ зх. д. / 28.05833° пн. ш. 82.51583° зх. д. (28.058222, -82.515768).  За даними Бюро перепису населення США в 2010 році переписна місцевість мала площу 26,61 км², з яких 23,86 км² — суходіл та 2,75 км² — водойми.

## Демографія
Згідно з переписом 2010 року, у переписній місцевості мешкало 33 365 осіб у 14 141 домогосподарстві у складі 8957 родин. Густота населення становила 1254 особи/км².  Було 15340 помешкань (577/км²).
Расовий склад населення:
| - 80,8 % — білих - 7,8 % — чорних або афроамериканців - 3,8 % — азіатів - 0,2 % — корінних американців - 4,0 % — осіб інших рас |

До двох чи більше рас належало 3,3 %. Частка іспаномовних становила 27,4 % від усіх жителів.
За віковим діапазоном населення розподілялося таким чином: 20,7 % — особи молодші 18 років, 65,1 % — особи у віці 18—64 років, 14,2 % — особи у віці 65 років та старші. Медіана віку мешканця становила 41,3 року. На 100 осіб жіночої статі у переписній місцевості припадало 90,2 чоловіків;  на 100 жінок у віці від 18 років та старших — 86,8 чоловіків також старших 18 років.
Середній дохід на одне домашнє господарство  становив 85 392 долари США (медіана — 62 266), а середній дохід на одну сім'ю — 99 797 доларів (медіана — 75 297). Медіана доходів становила 50 575 доларів для чоловіків та 40 490 доларів для жінок. За межею бідності перебувало 9,6 % осіб, у тому числі 11,6 % дітей у віці до 18 років та 7,0 % осіб у віці 65 років та старших.
Цивільне працевлаштоване населення становило 18 465 осіб. Основні галузі зайнятості: освіта, охорона здоров'я та соціальна допомога — 21,6 %, науковці, спеціалісти, менеджери — 16,7 %, роздрібна торгівля — 11,2 %, мистецтво, розваги та відпочинок — 10,5 %.